# Tipula (Lunatipula) alpina
Tipula (Lunatipula) alpina is een tweevleugelige uit de familie langpootmuggen (Tipulidae). De soort komt voor in het Palearctisch gebied.